# Neoregelia meeana
Neoregelia meeana là một loài thực vật có hoa trong họ Bromeliaceae. Loài này được Reitz mô tả khoa học đầu tiên năm 1975.